# Święte Miejsce (Grabowo)
Święte Miejsce (dawniej: Bartny Borek) – część wsi Grabowo w Polsce, położona w województwie mazowieckim, w powiecie przasnyskim, w gminie Przasnysz. 
Wchodzi w skład sołectwa Grabowo.
W latach 1975–1998 Święte Miejsce należało administracyjnie do województwa ostrołęckiego.

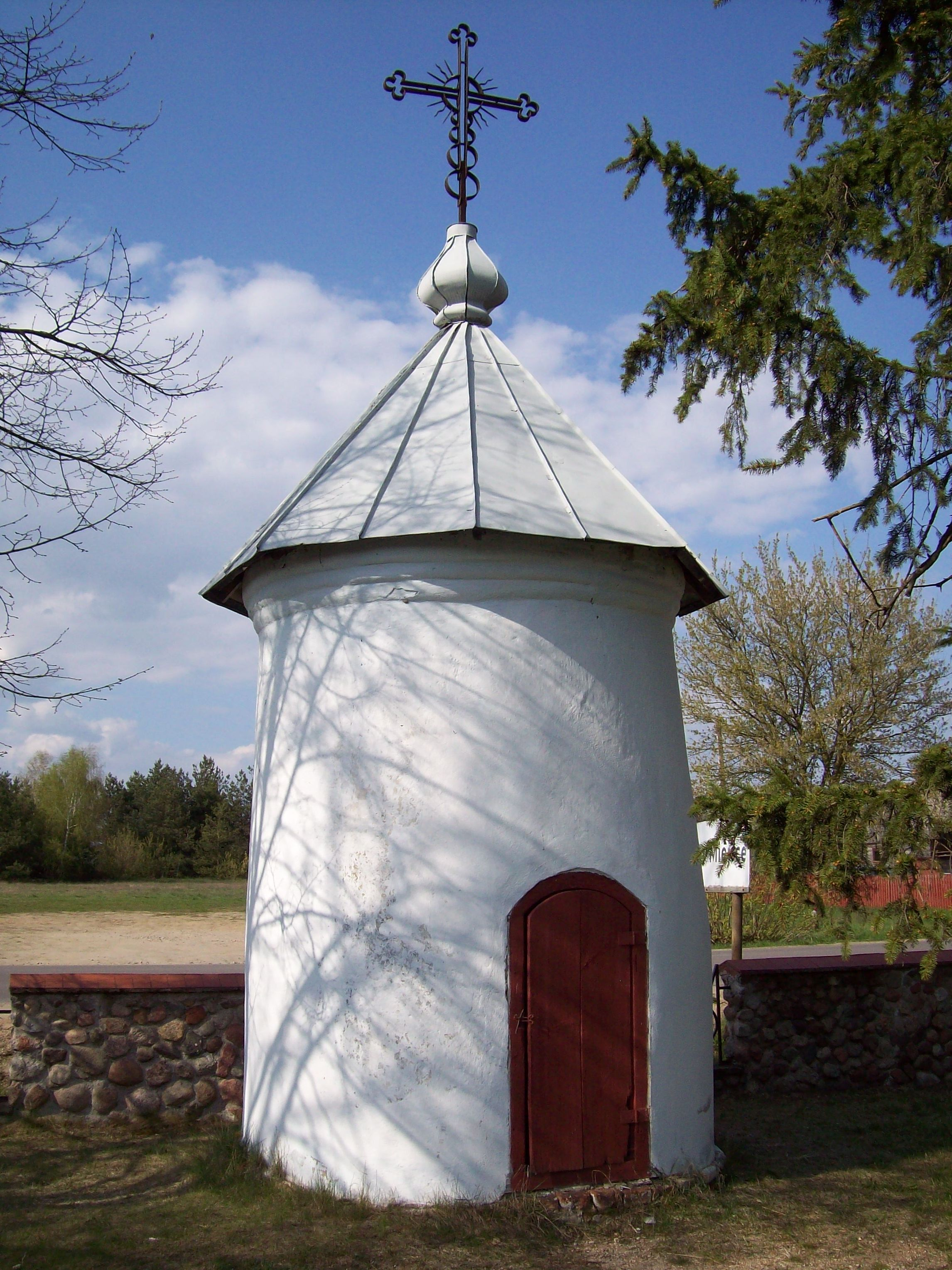
Murowana kapliczka-rotunda

Miejscowość jest siedzibą parafii św. Stanisława Biskupa Męczennika w diecezji płockiej, w dekanacie przasnyskim. Kościół pw. Narodzenia NMP, drewniany, z przełomu XIX i XX w., wewnątrz łaskami słynący obraz Matki Boskiej Bartnickiej. Kapliczka-rotunda murowana, z XVIII w., wzniesiona według tradycji na miejscu objawień Matki Bożej'
Koło kościoła, na polanie murowane z kamienia polnego stacje drogi krzyżowej. Pomniki: papieża Jana Pawła II i kard. Aleksandra Kakowskiego. Ze Świętym Miejscem związany był przez okres dzieciństwa i młodości, pisarz i prozaik Edward Kupiszewski (był synem organisty).
Według legendy krążącej po okolicznych miejscowościach w 1700 r. w koronie lipy we wsi Bartny Borek trzem dziewczynkom-pastuszkom objawiła się Matka Boska. W pobliżu lipy znajdowała się studnia, której woda miała cudowną moc i używano jej do celów leczniczych. Natomiast w miejscu objawienia zbudowano kapliczkę. Do miejsca tego licznie przybywali pielgrzymi. Po kilkudziesięciu latach woda straciła cudowną moc, kiedy to pewna kobieta utopiła w studni swoje dziecko.
Na początku XX w. (12 września 1908 r.) w Bartnym Borku erygowano parafię i zbudowano drewniany kościół.